# September 2020
Portal Geschichte | Portal Biografien | Aktuelle Ereignisse | Jahreskalender | Tagesartikel

◄ |
20. Jahrhundert |
21. Jahrhundert

◄ |
1990er |
2000er |
2010er |
2020er
| 2030er | 2040er

◄ |
2016 |
2017 |
2018 |
2019 |
2020
| 2021 | 2022 | 2023 | 2024 | ►

◄ |
Juni 2020 |
Juli 2020 |
August 2020 |
September 2020 |
Oktober 2020 |
November 2020 |
Dezember 2020 |
►
Dieser Artikel behandelt tagesbezogene Nachrichten und Ereignisse im September 2020.

## Tagesgeschehen

### Mittwoch, 2. September 2020
- Venedig/Italien: Eröffnung der 77. Internationalen Filmfestspiele (bis 12. September)[1]

### Donnerstag, 3. September 2020
- Kingston/Jamaika: Die Parlamentswahl in Jamaika 2020 gewinnt die konservative Regierungspartei Jamaica Labour Party (JLP).

### Freitag, 4. September 2020
- Camorino/Schweiz: Offizielle Eröffnungszeremonie des Ceneri-Basistunnels.[2]

### Montag, 7. September 2020
- Hamburg/Deutschland: Die Peking kehrt nach ihrem letzten Auslaufen vor fast genau 88 Jahren dauerhaft in ihren Heimathafen zurück.[3]

### Mittwoch, 9. September 2020
- Braunschweig/Deutschland: Fünf Jahre nach dem Aufdecken des Abgasskandals lässt das Landgericht die Betrugsanklage gegen Martin Winterkorn, den ehemaligen Volkswagen-Vorstandsvorsitzenden, zu.[4]

### Donnerstag, 10. September 2020
- Wien/Österreich: In ORF 1 findet die 20. Verleihung des Amadeus Austrian Music Awards statt.[5] André Heller erhält den Preis für das Lebenswerk, die Band Bilderbuch wird in den Kategorien Bester Liveact und Pop/Rock ausgezeichnet, Parov Stelar erhält die insgesamt neunte Trophäe (Kategorie Electronic/Dance). Weitere Preisträger sind Seiler und Speer (Song des Jahres), Voodoo Jürgens (Album des Jahres), Lemo (Songwriter des Jahres), Anger (FM4-Award), 5K HD (Tonstudiopreis Best Sound), RAF Camora (HipHop/Urban), My Ugly Clementine (Alternative), Russkaja (Hard & Heavy), 5/8erl in Ehr’n (Jazz/World/Blues) und Melissa Naschenweng (Schlager/Volksmusik).[6]
- Deutschland: Um 11:00 Uhr wird nach langer Zeit erstmals wieder die Warnung der Bevölkerung in der Bundesrepublik Deutschland im Rahmen des Bundesweiten Warntages getestet.

### Freitag, 11. September 2020
- Berlin/Deutschland: Verleihung des Deutschen Schauspielpreises 2020[7]

### Samstag, 12. September 2020
- Schweiz: Europäische Tage des Denkmals (12./13. September)

### Sonntag, 13. September 2020
- NRW: Kommunalwahlen in Nordrhein-Westfalen 2020[8]
- Vorarlberg: Gemeindevertretungs- und Bürgermeisterwahlen in Vorarlberg 2020
- Deutschland: Tag des offenen Denkmals

### Montag, 14. September 2020
- Vereinigte Staaten: Ausläufer des ausgedehnten Sturmtiefs Sally erreichen die Küste der USA.
- Die Royal Astronomical Society veröffentlicht eine Studie, in der Wissenschaftler die Entdeckung von Monophosphan in der Venus-Atmosphäre im Juni 2017 berichten. In der gefundenen Konzentration war dies als starker Indikator für außerirdisches mikrobielles Leben bekannt.[9][10]

### Dienstag, 15. September 2020
- Washington, D.C./Vereinigte Staaten: Der von den USA vermittelte Friedensvertrag zwischen Israel und den Vereinigten Arabischen Emiraten und der Friedensvertrag zwischen Israel und Bahrain werden unterzeichnet.

### Mittwoch, 16. September 2020
- Düsseldorf: Das Amtsgericht Düsseldorf eröffnet das Insolvenzverfahren für das Rezeptabrechnungsunternehmen AvP Deutschland GmbH, und die Staatsanwaltschaft beginnt die Ermittlungen gegen zwei Führungskräfte wegen des Verdachts auf Betrug. Das Unternehmen hatte einen Jahresumsatz von sieben Milliarden Euro, und schuldet 3500 Apotheken insgesamt 420 Millionen Euro.

### Samstag, 19. September 2020
- Abu Dhabi/Vereinigte Arabische Emirate: Beginn der Indian Premier League 2020.

### Sonntag, 20. September 2020
- Åland/Finnland: Vor der finnischen Inselgruppe ist die Fähre Amorella der Reederei Viking Line auf Grund gelaufen. Sie war auf dem Weg von Turku nach Stockholm.[11]
- Vereinigte Staaten: Verleihung der 72. Primetime Emmy Awards[12]
- Frankreich: Letzte Etappe und Siegerehrung der Tour de France 2020, Sieger ist Tadej Pogačar als erster Slowene vor seinem Landsmann Primož Roglič. Pogačar gewinnt zudem die Berg- und die Nachwuchswertung.[13]

### Montag, 21. September 2020
- Rochville, Maryland/Vereinigte Staaten: Der US-Konzern Microsoft gibt die Übernahme von ZeniMax Media (und damit auch Bethesda Softworks) für 7,5 Milliarden US-Dollar bekannt.[14]

### Samstag, 26. September 2020
- Burgenland/Österreich: In Sankt Andrä am Zicksee wurde der Grundstein für das erste griechisch-orthodoxe Kloster in Österreich gelegt.
- Oberndorf am Neckar/Deutschland: Das Kuratorium Nationalerbe-Bäume der Deutschen Dendrologischen Gesellschaft zeichnet die Käppeles-Linde, eine Sommerlinde, zum Nationalerbe-Baum aus.[15]

### Sonntag, 27. September 2020
- Schweiz: Eidgenössische Volksabstimmungen
- Paris/Frankreich: Beginn der French Open (bis 11. Oktober)
- Der Bergkarabachkonflikt 2020 wird weiter fortgeführt

### Montag, 28. September 2020
- Deutschland: Bundesweit finden Warnstreiks der Gewerkschaft ver.di im öffentlichen Dienst statt. Betroffen sind vor allem der öffentliche Nahverkehr sowie Krankenhäuser. Die Warnstreiks dauern mehrere Tage an.

### Mittwoch, 30. September 2020
- Hannover/Deutschland: Die ersten der 150 minderjährigen Flüchtlinge aus dem Lager Moria auf der griechischen Insel Lesbos sind in Hannover gelandet.[16]